# Saracen (U-Boot)
HMS Saracen (Kennung: P247) war ein U-Boot der britischen Royal Navy im Zweiten Weltkrieg.

## Geschichte
siehe: Geschichte der Seraph-Klasse und detaillierte Geschichte der S-Klasse
Die Saracen (engl. Sarazene) war ein U-Boot des dritten Bauloses der erfolgreichen S-Klasse. Dieses Baulos wird auch als Seraph-Klasse bezeichnet. Sie wurde am 16. Juli 1940 bei Cammell, Laird & Company im nordwestenglischen Birkenhead aufgelegt, lief am 16. Februar 1942 vom Stapel und wurde von der Royal Navy am 27. Juni 1942 in Dienst gestellt.
Im Krieg wurde das U-Boot anfangs in der Nordsee und später im Mittelmeer eingesetzt. Der Kommandant war Lt. Michael Geoffrey Rawson Lumby.
Am 3. August 1942 torpedierte und versenkte die Saracen nordöstlich der Färöer-Inseln bei 62° 48′ N, 0° 12′ W das deutsche U-Boot U 335. Lediglich ein deutscher Seemann überlebte den Angriff.
Nachdem das U-Boot in das Mittelmeer verlegt wurde, versenkte es am 9. November 1942 nördlich San Vito Lo Capo (Sizilien) das italienische U-Boot Granito (630 ts) bei Position 38° 34′ N, 12° 9′ O mit Torpedos.
Sieben Tage später griff die Saracen nördlich des Golf von Tunis bei 37° 30′ N, 10° 40′ O einen kleinen Geleitzug der Achse mit einem Dreierfächer an. Der Konvoi bestand aus dem kleinen italienischen Tanker Labor (510 BRT) und dem deutschen Frachtschiff Menes (5609 BRT), die von den italienischen Torpedobooten Calliope und Climene eskortiert wurden. Alle Torpedos verfehlten die Ziele.
Am 17. Dezember 1943 folgte nördlich von Bizerta (Tunesien) ein Angriff auf den deutschen Transporter Ankara (4768 BRT) und den italienischen Zerstörer Camicia Nera. Auch diesmal traf kein Torpedo. Am selben Tag griff das Schwesterschiff Splendid ebenfalls die Ankara an und versenkte den eskortierenden Zerstörer Aviere. Die Ankara entkam. Sie lief im Januar 1943 auf eine von Rorqual gelegte Seemine und sank.
Am 20. Januar 1943 versenkte die Saracen 30 Seemeilen südlich von Capri (Italien) bei 40° 14′ N, 14° 10′ O mit dem Deckgeschütz den italienischen Hilfs-U-Jäger V3/Maria Angelette. Am 12. Februar 1943 versenkte sie vor Kap Sardineaux (Südfrankreich) die französischen Schlepper Provincale II (124 BRT) und Marseillaise V (138 BRT) mit dem Bordgeschütz. Am 15. Februar torpedierte und beschädigte die Saracen südwestlich von Genua (Italien) den in deutschen Diensten fahrenden französischen Tanker Marguerite Finaly (12309 BRT). Vier Tage später wurden vor Cervo (Ligurien) zwei italienische Segelschiffe mit Bordartillerie beschädigt.
Am 19. April 1943 stellte die Saracen 18 Seemeilen westlich von Elba bei 42° 46′ N, 9° 46′ O einen italienischen Geleitzug und versenkte den Transporter Francesco Crispi (7600 BRT) mit Torpedos. Drei Tage später wurde 35 Seemeilen südlich von Pianosa bei 42° 3′ N, 9° 48′ O der italienische Transporter Tagliamento (5448 BRT) torpediert und versenkt.
Die Saracen torpedierte im Juli 1943 zwei weitere Schiffe der Achse. Am 6. Juli wurde 15 Seemeilen südlich von Capraia der italienische Transporter Tripoli (1166 BRT) versenkt. Am 11. Juli sank 25 Seemeilen südlich von Korsika das deutsche Frachtschiff Tell (1349 BRT).
Die Saracen wurde am 14. August 1943 nordöstlich von Bastia (Korsika) von den italienischen Korvetten Minerva und Euterpe mit Wasserbomben angegriffen und zum Auftauchen gezwungen. Das beschädigte U-Boot wurde von der Besatzung bei Position 42° 45′ N, 9° 30′ O aufgegeben und selbstversenkt. Die gesamte Besatzung ging in italienische Kriegsgefangenschaft.